# 塞罗韦
22°23′S 26°43′E / 22.383°S 26.717°E
塞罗韦（Serowe）是博茨瓦纳东部中央区的一座城市，人口近90,000人。 塞罗韦拥有丰富的历史; 它是二十世纪早期巴曼瓦托人的首都，也是许多博茨瓦纳总统的出生地。

## 历史
在1903年，巴曼瓦托人的领袖卡马三世建立了塞罗韦，作为巴曼瓦托的新首都。这里也是博茨瓦纳首任总统塞雷茨·卡马，博茨瓦纳总统费斯图斯·莫加埃的出生地。

## 地理
塞罗韦位于肥沃的地区，在连接嘉柏隆里和弗朗西斯敦的道路的西侧，因此交通便利。
自2000年以来，塞罗韦已经获得了较大的发展，并且继续以稳定的速度扩张。教育方面，有一所塞罗韦高中，其中有相对现代的化学，物理和生物学实验室。医疗方面，有一所新建立的塞罗韦医院，于2007年对公众开放。体育方面，有一个能容纳6000观众的塞罗韦体育场，有一个足球场和一个围绕球场的田径跑道。